# Earl of Ashburnham

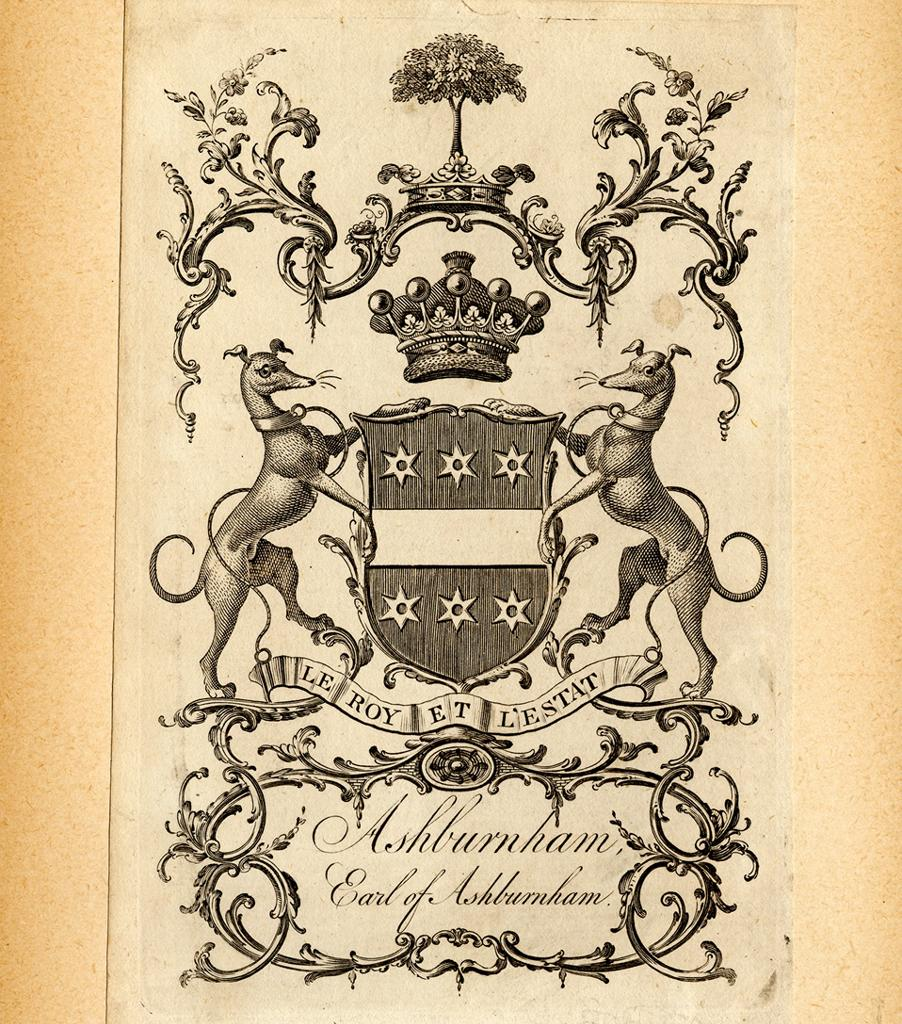
Exlibris mit dem Wappen des Earl of Ashburnham, um 1800

Earl of Ashburnham, in the County of Sussex, war ein erblicher britischer Adelstitel in der Peerage of Great Britain.

## Verleihung
Der Titel wurde am 14. Mai 1730 für John Ashburnham, 3. Baron Ashburnham geschaffen, zusammen mit dem nachgeordneten Titel Viscount St. Asaph, of St. Asaph in the Principality of Wales.
Bereits 1710 hatte er von seinem älteren Bruder den fortan ebenfalls nachgeordneten Titel Baron Ashburnham, of Ashburnham in the County of Sussex geerbt, der am 30. Mai 1689 in der Peerage of England seinem Vater verliehen worden war.
Beim kinderlosen Tod seines Ur-urenkels, des 6. Earls, am 12. Mai 1924 erloschen alle drei Titel.

## Liste der Barone und Earls of Ashburnham

### Barons Ashburnham (1689)
- John Ashburnham, 1. Baron Ashburnham (1656–1710)
- William Ashburnham, 2. Baron Ashburnham (1679–1710)
- John Ashburnham, 3. Baron Ashburnham (1687–1737) (1730 zum Earl of Ashburnham erhoben)

### Earls of Ashburnham (1730)
- John Ashburnham, 1. Earl of Ashburnham (1687–1737)
- John Ashburnham, 2. Earl of Ashburnham (1724–1812)
- George Ashburnham, 3. Earl of Ashburnham (1760–1830)
- Bertram Ashburnham, 4. Earl of Ashburnham (1797–1878)
- Bertram Ashburnham, 5. Earl of Ashburnham (1840–1913)
- Thomas Ashburnham, 6. Earl of Ashburnham (1855–1924)